# Fédération béninoise de scrabble
La Fédération béninoise de Scrabble (FéBéSc) est une association loi de 1901  de droit béninois qui regroupe les joueurs licenciés de Scrabble du Bénin. Autorisée par le ministère des sports, elle a pour missions principales de promouvoir la pratique du Scrabble en langue française à travers l'organisation de compétitions nationales et internationales.
Son siège est situé  à Abomey-Calavi, dans l'arrondissement de Godomey.

## Historique
La Fédération béninoise de scrabble, fondée en juin 1998, compte en 2023 douze clubs affiliés et plusieurs centaines de joueurs licenciés. En 25 ans, elle a remporté deux titres de champion du monde. Elle est également membre de la fédération internationale de scrabble francophone et membre fondateur de la confédération africaine de scrabble francophone. 

### Les présidents successifs
2013-2019: Renaud Roland Kouton.
2019-2021: Renaud Roland Kouton.
2021: Hervé Boni, 2021,.

## Palmarès
Liste des vainqueurs de plusieurs tournois majeurs
- François-Xavier Adjovi, champion du monde en scrabble classique[7].